# Falaleu
Falaleu est une localité française qui n'a pas le statut de commune mais le statut de village situé sur l'île de Wallis, à Wallis-et-Futuna, dans le district de Hahake.

## Géographie

### Situation et description
Falaleu est juste en bordure sud de Mata-Utu, sur le littoral oriental de Wallis. Il partage avec Mata-Uta quelques services de chef-lieu.

## Urbanisme

### Hameaux, lieux-dits et écarts
À Wallis, les villages sont divisés en plusieurs sections (des « classes », kalasi) qui se complètent ou se relaient dans toutes les entreprises collectives et pour l’organisation des cérémonies. Parmi ces kalasi se trouvent des zones résidentielles nommées api.

#### Kalasi
Puaka vao, Suma, Semene et Paninia.

#### Api
Fatuloto, Falekilī, Falelahi, Fatuloto, Fenefua'a, Gahu, Halakiu, Halamaitai, Hokohū, Kanavā, Kolo, Laloleva, Logolua, Makinī, Matakaviki, Ninive, Peletonoi, Pule'aga, Pūlou, Tafē, Talasiu, Taumatā, Tefa, Tokatāfā, Tu'akifuhi, Tukutukusi'i et Vaimohī.

## Toponymie
En tongien, fala veut dire « pandanus » et leu veut dire « mûr ». Falaleu signifie donc « pandanus mûr ». Un village sur l'île de Vava'u (Tonga) porte le même nom, qui lui aurait été donné par des Wallisiens exilés.

En wallisien, fala fait référence à une natte tressée en pandanus et leu signifie également « mûr ».

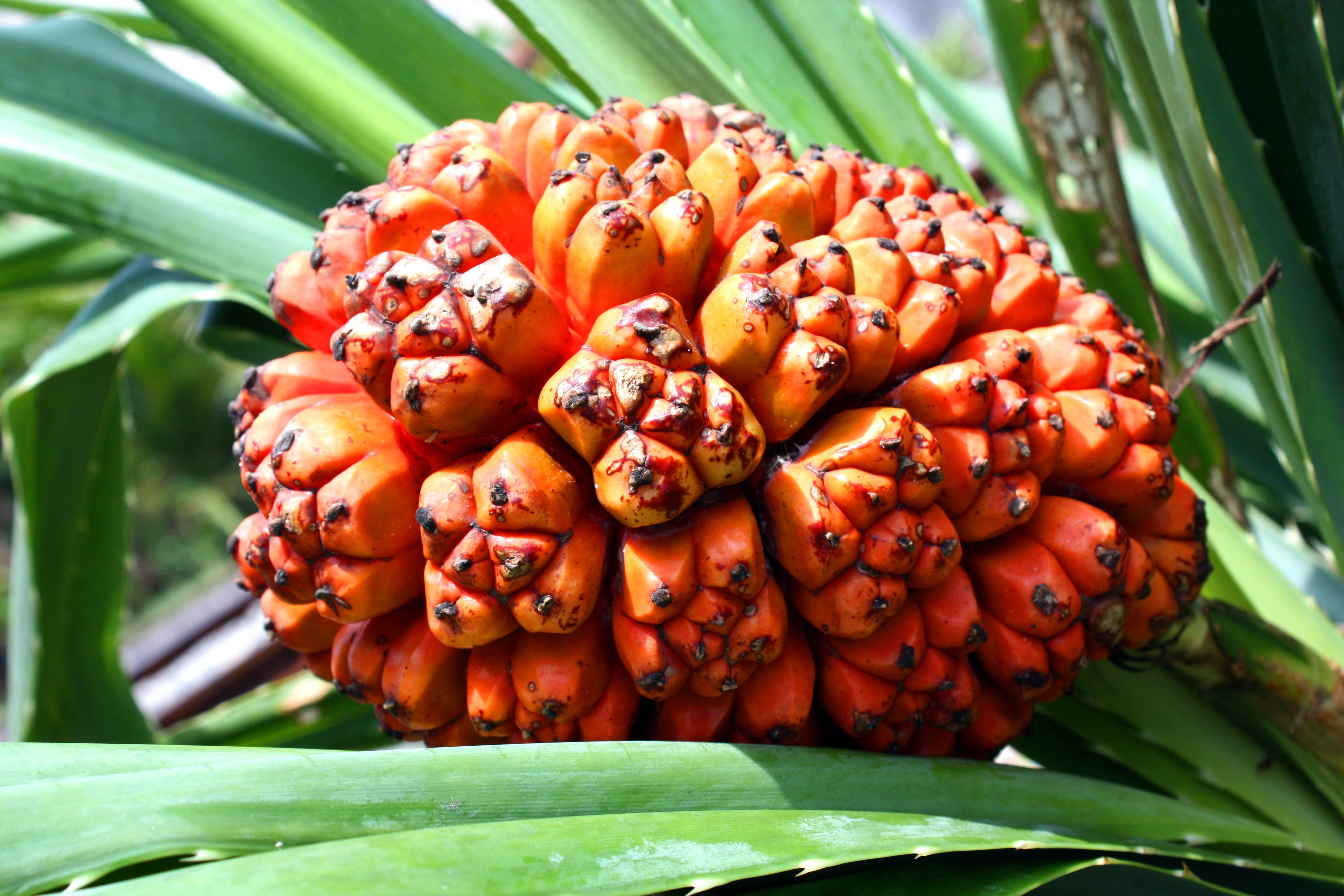
Un fruit mûr de pandanus, qui aurait donné son nom au village de Falaleu.

## Politique et administration
Falaleu est la résidence traditionnelle du Fotu'atamai, ministre coutumier de la santé, de la justice et des litiges fonciers au royaume d'Uvéa.

### Liste des chefs de village (faua)
| Période                                  | Période           | Identité         | Étiquette | Qualité |
| ---------------------------------------- | ----------------- | ---------------- | --------- | ------- |
| Les données manquantes sont à compléter. |                   |                  |           |         |
| ?                                        | ?                 | Moise Kavakava   |           |         |
| Les données manquantes sont à compléter. |                   |                  |           |         |
| 2009                                     | 30 octobre 2015   | Kalolo Hanisi    |           |         |
| 14 novembre 2015                         | 16 septembre 2017 | Fapiano Masima   |           |         |
| 16 septembre 2017                        | ?                 | Mikaele Kulifata |           |         |
| ?                                        | En cours          | Eusepio Salusa   |           |         |

## Population et société

### Démographie
En 2018, le village de Falaleu compte 572 habitants.

## Culture locale et patrimoine

### Fêtes coutumières
Tous les ans, lors de l'Assomption (15 août), qui correspond à la fête du district de Hahake, les habitants de Falaleu apportent à Mata-Utu de nombreux produits de leur travail : artisanat, pêche, agriculture. Cette cérémonie est appelée to'okava. Les femmes y présentent leurs réalisations, comme des nattes et des tapas.

## Galerie d'images

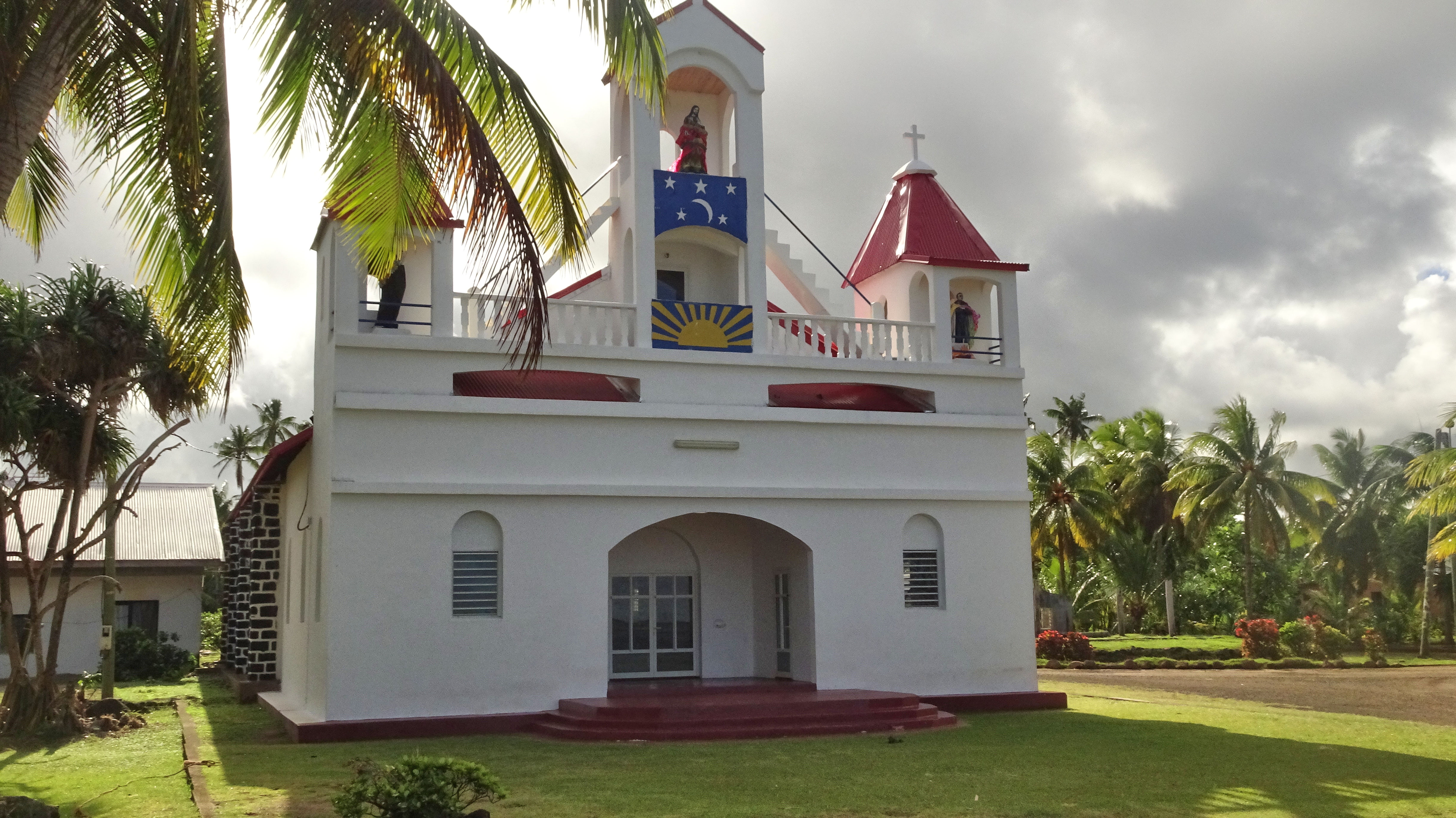
Chapelle Saint-Jean-Baptiste à Falaleu.
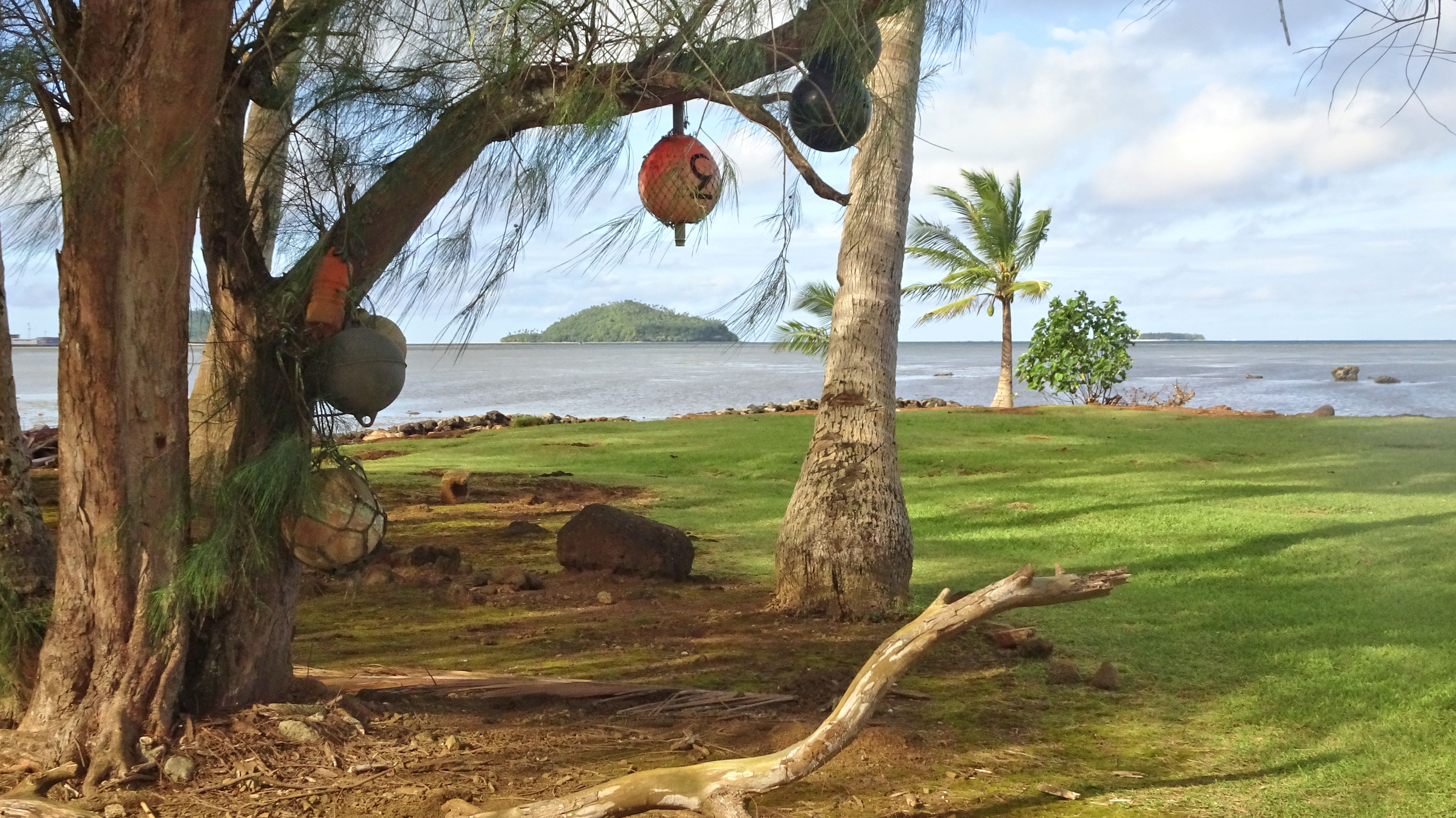
Paysage côtier à Falaleu avec vue sur les îlots du lagon.
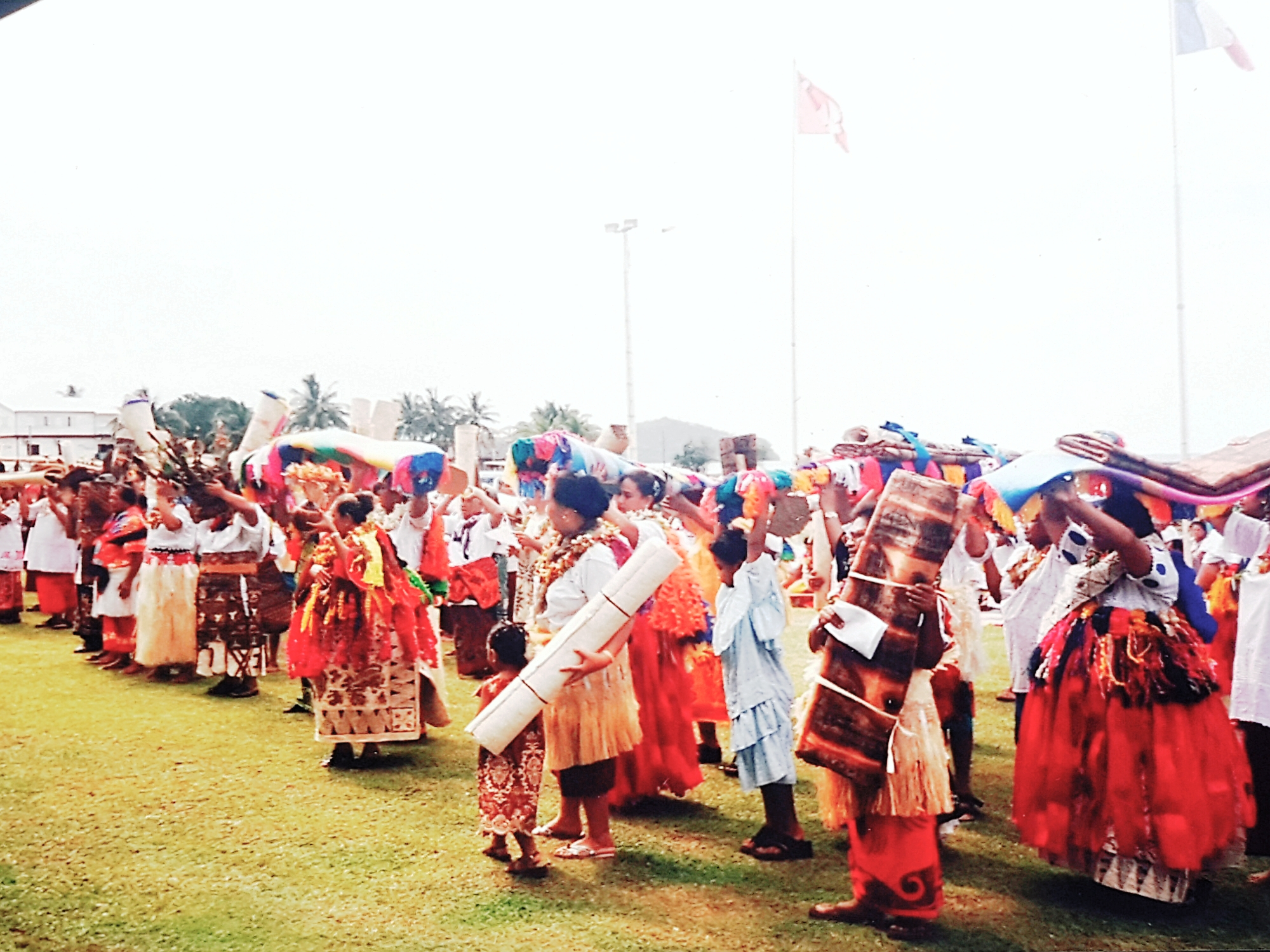
Des habitants de Falaleu lors d'une cérémonie to'okava le 15 aout 2001 à Mata Utu.